# 정상우주론
정상우주론(定常宇宙論, 영어: Steady State theory, Infinite Universe theory, continuous creation)은 '우주는 시간과 공간에 관계없이 항상 변하지 않는다'는 이론이며, 우주가 시작도 끝도 없이 영원히 존재하며 그 안에서 새로운 물질을 꾸준히 만들어내고 일정부분 팽창한다는 가설이다. 대폭발 이론과 반대되는 이론으로서 20세기 중반까지 지지를 받았으나, 우주 마이크로파 배경의 관측과 함께 사장되었다.

## 아인슈타인의 일반 상대성 이론으로 설명한 정적우주론
일반 상대성 이론을 완성한 알버트 아인슈타인은 우주는 불변한다고 생각하여 정적 우주론에 대한 연구를 진행하였다. 아인슈타인은 일반 상대성 이론으로 유한하고 정적인 우주를 설명하기 위해 다음과 같은 두 가지 전제를 내세웠다.
첫 번째는 '우주는 전체적으로 균질하고 등방하다'는 것이다. 즉, 우주는 중력 때문에 부분적으로는 휘어진 공간이 있을지라도 전체적으로는 어느 부분이나 동일하다는 것이다. 이는 만약 어느 한 부분의 밀도가 주변보다 높다면 우주는 그곳을 중심으로 수축될 것이기 때문이다.
두 번째는 '우주는 전체적으로 정지되어 있고 그 평균 밀도는 시간에 따라 변하지 않는다'는 것이다. 이는 첫 번째 전제와 함께 우주의 모습은 영원히 지속된다는 것을 의미한다. 아인슈타인은 이 두 가지 전제를 바탕으로 팽창도 수축도 하지 않는 우주의 모습을 주장했다.
그러나 아인슈타인은 한 가지 고민에 빠졌다. 아무리 우주가 균질하여 밀도의 변화가 없다고 하더라도 그의 중력장 방정식을 적용하면 우주는 자체의 질량 때문에 수축한다는 것이다. 우주가 정상 상태이고 미래에도 그 모습을 계속 유지하려면 중력 때문에 수축되는 것을 막아 줄 반대 방향의 힘이 필요했다. 그래서 그는 중력장 방정식에 미는 힘을 나타내는 우주상수를 도입하여 이러한 문제점을 해결하려고 했다

## 같이 보기
- 코페르니쿠스 원리
- 우주팽창